# Wilhelm Wislicenus
Wilhelm Gustav Wislicenus, född 23 januari 1861 i Zürich, död 7 juni 1922 i Tübingen, var en tysk kemist. Han var son till Johannes Wislicenus.
Wislicenus blev professor i kemi 1889 vid universitetet i Würzburg och 1902 i Tübingen. Han utförde ett stort antal undersökningar i organisk kemi och angav en teknisk metod för framställning av sprängämnet kvävevätesyra ur lustgas och natriumamid. 